# Gramática matricial
Uma gramática matricial é uma gramática formal na qual ao invés de produções individuais, as produções são agrupadas em sequências finitas. Uma produção não pode ser aplicada separadamente, devendo ser aplicada em sequência. Na aplicação de uma sequência de produções, a reescrita é feita de acordo com cada produção em sequência: primeira produção, segunda e assim por diante até que a última produção seja utilizada para reescrita. A sequência é referenciada como matrizes. 
Gramática matricial é uma extensão de gramática livre de contexto, e uma instância de gramáticas controladas.

## Definição formal
Uma gramática matricial é uma 4-upla ordenada
{\displaystyle G=(V_{N},V_{T},X_{0},M).}
onde
- {\displaystyle V_{N}} é o conjunto finito de não-terminais
- {\displaystyle V_{T}} é o conjunto finito de terminais
- {\displaystyle X_{0}} é um elemento especial de {\displaystyle V_{N}}, também chamado de símbolo inicial
- {\displaystyle M} é o conjunto finito de sequências não vazias cujo elementos são pares ordenados

{\displaystyle (P,Q),\quad P\in W(V)V_{N}W(V),\quad Q\in W(V),\quad V=V_{N}\cup V_{T}.}
Os pares são chamados de produções, escritas como {\displaystyle P\to Q}. As sequências são chamadas de matrizes e podem ser escritas como
{\displaystyle m=[P_{1}\to Q_{1},\ldots ,P_{r}\to Q_{r}].}
Seja {\displaystyle F} o conjunto de todas as produções que aparece nas matrizes {\displaystyle m} de uma gramática {\displaystyle G}. Então, a gramática matricial {\displaystyle G} é do tipo-{\displaystyle i,i=0,1,2,3}, comprimento crescente, linear, {\displaystyle \lambda }-livre, livre de contexto ou sensível ao contexto se e somente se a gramática {\displaystyle G_{1}=(V_{N},V_{T},X_{0},F)} tem a seguinte propriedade.
Para uma gramática matricial {\displaystyle G}, uma relação binária {\displaystyle \Rightarrow _{G}} é definida; também representada como {\displaystyle \Rightarrow }. Para qualquer {\displaystyle P,Q\in W(V)}, {\displaystyle P\Rightarrow Q} é verdade se e somente se existir um inteiro {\displaystyle r\geq 1} tal que as palavras
{\displaystyle \alpha _{1},,\ldots ,\alpha _{r+1},\quad P_{1},\ldots ,P_{r},\quad R_{1},\ldots ,R_{r},\quad ,R^{1},\ldots ,R^{r}}
sobre V existam e 
- {\displaystyle \alpha _{i}=P} e {\displaystyle \alpha _{r+1}=Q}
- {\displaystyle m} é uma das matrizes de {\displaystyle G}
- {\displaystyle \alpha _{i}=R_{i}P_{i}R^{i}} e {\displaystyle \alpha _{i+1}=R_{i}Q_{i}R^{i}.}

Se as condições acima são satisfeitas, então também pode-se dizer que {\displaystyle P\Rightarrow Q} é verdade com {\displaystyle (m,R_{1})} seguindo as especificações.
Seja {\displaystyle \Rightarrow ^{*}} um fechamento transitivo reflexivo de uma relação {\displaystyle \Rightarrow }. Então, a linguagem gerada pela gramática matricial {\displaystyle G} é dada por
{\displaystyle L(G)=\{P\in W(V_{T})|X_{0}\Rightarrow ^{*}P\}.}

## Exemplo
Considere a gramática matricial
{\displaystyle G=(\{S,X,Y\},\{a,b,c\},S,M)}
onde {\displaystyle M} é uma coleção contendo as seguintes matrizes:
{\displaystyle [S\rightarrow XY],\quad [X\rightarrow aXb,Y\rightarrow cY],\quad [X\rightarrow ab,Y\rightarrow c]}
Essas matrizes, as quais contém apenas regras livres de contexto, geram a linguagem sensível a contexto
{\displaystyle L=\{a^{n}b^{n}c^{n}|n\geq 1\}.}
Este exemplo pode ser encontrado nas páginas 8 e 9 de .

## Propriedades
Seja {\displaystyle MAT^{\lambda }} a classe das linguagens produzidas pelas gramáticas matriciais, e {\displaystyle MAT} a classe das linguagens produzidas por gramáticas matriciais {\displaystyle \lambda }-livres.
- Trivialmente, {\displaystyle MAT} está incluso em {\displaystyle MAT^{\lambda }}.
- Todas gramáticas livre de contexto estão em {\displaystyle MAT}, e todas as linguagens em {\displaystyle MAT^{\lambda }} são  recursivamente enumeráveis.
- {\displaystyle MAT} é fechada sob união, concatenação, interseção com linguagens regulares e permutação.
- Todas as linguagens em {\displaystyle MAT} podem ser produzidas por uma gramática sensível ao contexto.
- Existe uma linguagem sensível ao contexto que não pertence a {\displaystyle MAT^{\lambda }} .
- Cada linguagem produzida por uma gramática com apenas um símbolo terminal é regular.

## Problemas em aberto
Não se sabe existem linguagens que estão em {\displaystyle MAT^{\lambda }} mas que não estão em {\displaystyle MAT}, e também não se sabe se {\displaystyle MAT^{\lambda }} contém linguagens que não são sensíveis ao contexto .